# مایکل هالسل
مایکل هالسل (انگلیسی: Mick Halsall؛ زادهٔ ۲۱ ژوئیهٔ ۱۹۶۱) بازیکن فوتبال اهل بریتانیا است.
از باشگاه‌هایی که در آن بازی کرده‌است می‌توان به باشگاه فوتبال بیرمنگام سیتی، باشگاه فوتبال لیورپول، باشگاه فوتبال کارلایل یونایتد، باشگاه فوتبال گریمزبی تاون، و باشگاه فوتبال پیتربورو یونایتد اشاره کرد.